# 1 Batalion Składowania
1 Olsztyński batalion składowania (1 bskł) – jednostka wchodzącą w skład 1 Pomorskiej Brygady Logistycznej, dyslokowany w Ciechanowie, zabezpiecza materiałowo jednostki na obszarze województw warmińsko-mazurskiego i podlaskiego. Batalion w grudniu 2019 roku został przeniesiony z Olsztyna do Ciechanowa.

## Historia
Jednostka została sformowana w roku 2004 na bazie rozformowanych: 82 batalionu zaopatrzenia, 122 batalionu zaopatrzenia oraz 9 kompanii rurociągów dalekosiężnych.
W roku 2011 batalion wystawił XXIV Zmianę Narodowego Elementu Zaopatrywania w PKW Kosowo.

## Zadania
- składowanie i zabezpieczenie bieżących zapotrzebowań w materiały na potrzeby jednostek w jej rejonie odpowiedzialności;
- przy udziale wyspecjalizowanej kompanii buduje rurociągi służące do przesyłania paliw płynnych do pododdziałów na polu walki.

## Tradycje
- Decyzją nr 84/MON Ministra Obrony Narodowej z dnia 25 lutego 2008 ustanowiono doroczne święto i nadano nazwę wyróżniającą jednostki[2].
- Decyzją nr 108/MON Ministra Obrony Narodowej z dnia 6 marca 2008 batalion otrzymał odznakę pamiątkową[1];
- Decyzją nr 104/MON Ministra Obrony Narodowej z dnia 31 marca 2014 wprowadzono oznakę rozpoznawczą batalionu[5].

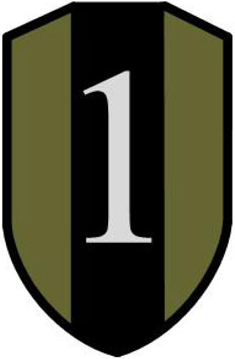
Oznaka rozpoznawcza na mundur polowy
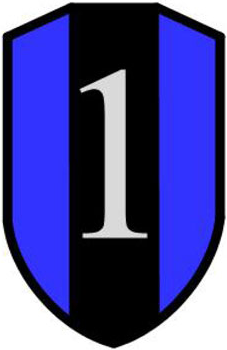
Oznaka rozpoznawcza na mundur wyjściowy

## Struktura
- dowództwo i sztab;
- 1 kompania składowania;
- 2 kompania składowania;
- 3 kompania składowania;
- 8 kompania rurociągów dalekosiężnych.

## Dowódcy
- ppłk Robert Dmuchowski (? – 18 kwietnia 2013)
- mjr Jarosław Kucki (18 kwietnia 2013 – 22 maja 2013 cz. p.o.)
- ppłk Piotr Rogalski (22 maja 2013 – 5 lutego 2017)
- ppłk Jarosław Kucki (od 5 lutego 2017[6])